# Ion Mincu
Ion Mincu (n. 20 decembrie 1852, Focșani – d. 6 decembrie 1912, București) a fost un arhitect, inginer, inovator, pedagog, profesor universitar și deputat român.
Promotor al unui stil românesc în arhitectură, cunoscută și ca arhitectură neo-românească, Ion Mincu a integrat în operele sale specificul arhitecturii tradiționale din România. Exemple în acest sens sunt Bufetul din Șoseaua Kiseleff (1882-1892) și Vila Robescu din Sinaia.

## Date biografice

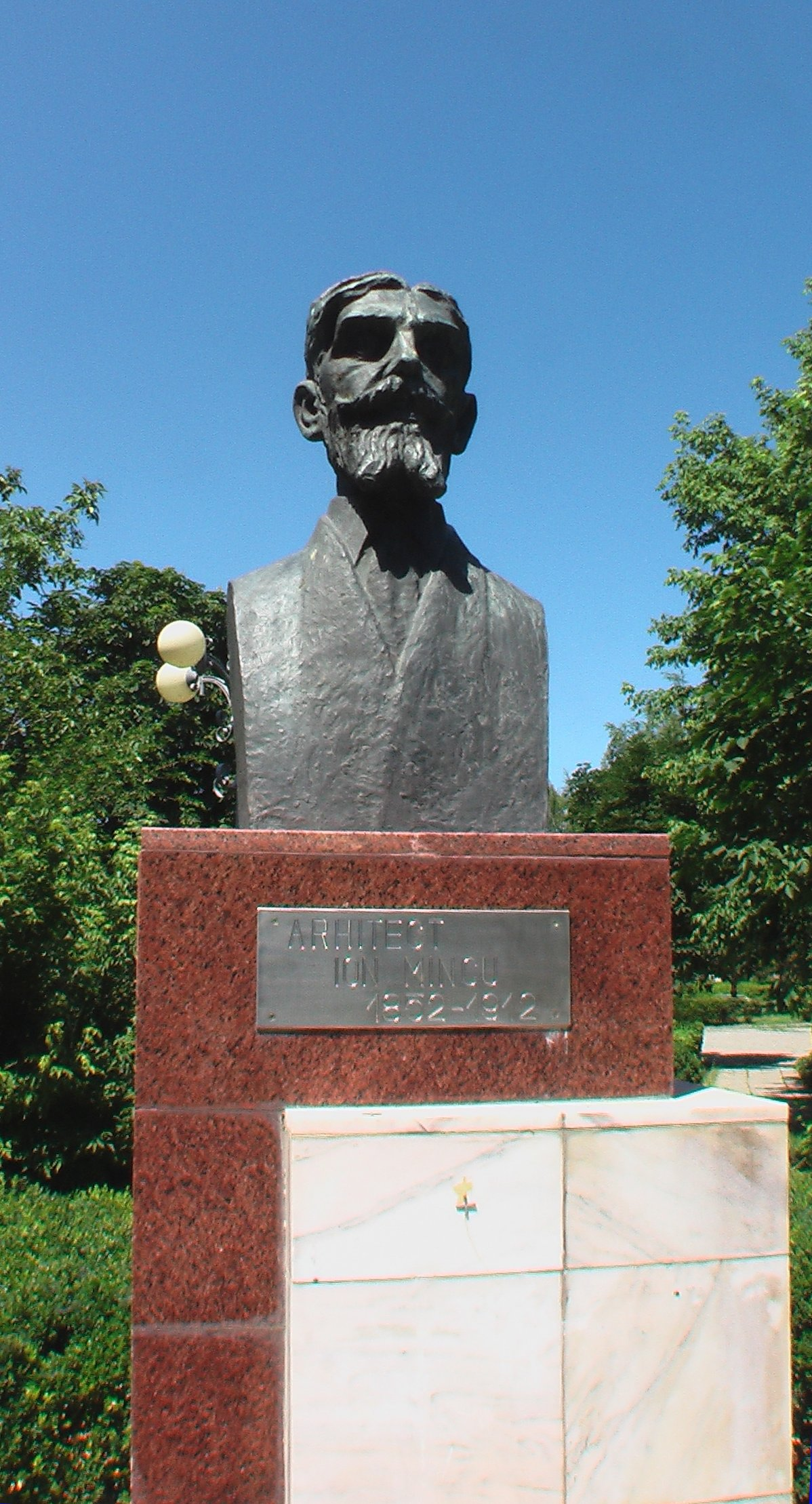
Bustul lui Ion Mincu, situat în Parcul Teatrului din orașul Focșani, oraș în care s-a născut

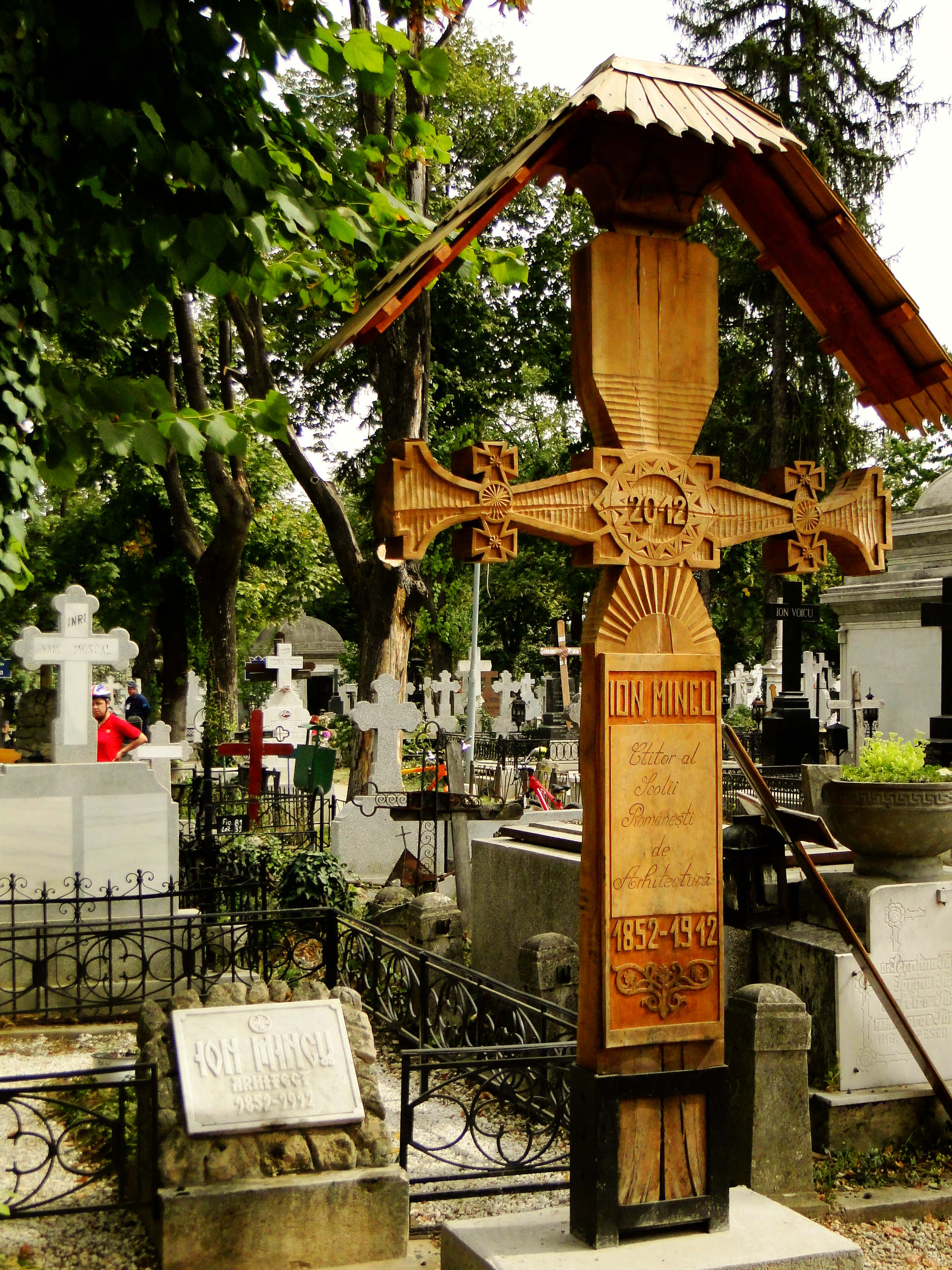
Mormântul lui Ion Mincu din Cimitirul Bellu. Troița a fost așezată în 2012

Ion Mincu s-a născut în anul 1852, la Focșani, pe atunci în județul Putna și a fost al doilea fiul al negustorului Pavel Mincu și al Mariei Mincu. Familia a mai avut patru copii: Ștefan, Nicolai, Sultana și Ecaterina. Sultana a fost mama scriitorului și omului politic, Duiliu Zamfirescu. 
Studiile secundare le-a efectuat la Liceul „Unirea” din Focșani, între anii 1863 și 1871 (sau, conform altei surse, la Liceul „Matei Basarab" din București, între anii 1862 și 1868, deși în aceeași sursă se afirmă că „ucenicii lui Mincu confirmă studiile la Liceul «Unirea» din Focșani). Din 1864 este bursier la Școala Națională de Arte Frumoase din București, înființată în acel an. În anul 1871 se înscrie la Școala de Poduri, Șosele și Mine din București, pe care a absolvit-o în 1875, obținând diploma de inginer. Între 1877-1884 studiază la Școala Națională de Arte Frumoase din Paris, avându-i ca profesori pe Remy de Louanges și J. Gaudet, și obține diploma de arhitect. În 1883 a primit premiul Societății centrale a arhitecților francezi.
Ion Mincu s-a căsătorit în aprilie 1887, pe când avea 35 de ani, cu Eliza Dăscălescu, care era cu 11 ani mai tânără. Cei doi au avut două fiice.
Întors în țară, între 1892-1897, are o activitate didactică și își aduce aportul la înființarea Școlii de arhitectură a Societății Arhitecților Români. Între 1898-1912 este profesor la atelierul de proiecte al Școlii Naționale de Arhitectură, iar apoi la Școala Superioară de Arhitectură din București. Ion Mincu a fost deputat în Parlamentul României între 1895-1899. Între 1903-1912 a fost președintele Societății Arhitecților Români.
Ion Mincu a murit la 6 decembrie 1912, în București.

## Lucrări

Casa în care a locuit Ion Mincu
^{București, strada Arthur Verona}

- Catedrala Sfinții Petru și Pavel din Constanța (1895)
- Refacerea Casei Lahovari (1884-1886)
- Bufetul de la Șosea  (1882-1892), în prezent restaurantul Doina de pe Șoseaua Kiseleff
- Restaurarea Casei Monteoru din București (1887-1889)
- Casa Manolescu-Vitzu din București (1888)
- Casa Robescu din București (1889), pe str. I.L.Caragiale nr. 12 (fostă Rotari nr. 6), a aparținut colonelului Alexandru Robescu
- Casa Ștefan Vlădoianu din București (1889)
- Construirea dependințelor Casei Vernescu (1890)
- Casa Robescu din Galați (1896-1897) str, Mihai Bravu 38, a aparținut lui Constantin F. Robescu
- Vila Robescu din Sinaia (1897), a aparținut generalului Alexandru Robescu, Maestrul Curții Princiare a principelui Ferdinand
- Casa Petrașcu din Piața Romană (1904)
- Școala Centrală de fete din București (1890)
- Proiecte de reparații ale casei Ion Mincu din București (1890-1900), antreprenor Iosef Piantini, str. Pictor Arthur Verona 19
- Palatul Administratic din Galați (1905-1906)
- Palatul Băncii Comerțului din Craiova (1906, terminat de C. Iotzu în 1916)
- Casa N.Petrașcu din București (1906-1907)
- Palatul Primăriei (proiect)
- Școala de război din București (proiect)
- Cavourile lui Ghica, Cantacuzino, Gheorghieff din Cimitirul Bellu (1900-1904)
- A restaurat Biserica Stavropoleos din București (1904-1910)
- Casa Monteoru a fost renovată după planurile arhitectului în perioada 1887–1888 (Sediul Uniunii Scriitorilor)
- Casa Vernescu (1887-1889)
- A decorat interiorul Palatului de Justiție din București (1890-1895)

## Articole
- Școala noastră de arte frumoase (1895-1896 în revista Literatura și arta română)
- Expozițiunea de arhitectură P. Antonescu (1900-1901 în revista Literatura și arta română)
- Concursul Camerei de Comerț din București, Palatul Bursei (1907 în revista Literatura și arta română)
- Cronica artistică - Stavropoleos (1904 în Epoca)

## Distincții
- Ca o recunoaștere a importanței sale în evoluția școlii românești de arhitectură, începând cu anul 1953, Universitatea de Arhitectură și Urbanism din București îi poartă numele.
- În anul 2012 a fost declarat membru post-mortem al Academiei Române.[6]